# 동포들이여, 일어나라
《동포들이여, 일어나라》(영어: Arise, O Compatriots)는 나이지리아의 옛 국가로, 1978년부터 2024년까지 사용되었으며, 1978년에 《나이지리아, 우리가 네게 만세를 외친다!》를 대체하여 채택되었다. 1978년에 존 A. 일레추쿠(John A. Ilechukwu), 에메 에팀 아크판(Eme Etim Akpan), B. A. 오군나이케(B. A. Ogunnaike), 소타 오모이구이(Sota Omoigui), P. O. 아데리비그베(P. O. Aderibigbe)가 공동 작사했고, 베네딕트 P. 오디아세(Benedict P. Odiase)가 지휘를 맡은 나이지리아 경찰 음악대가 작곡했다.
2024년 5월 23일에 나이지리아 의회가 《나이지리아, 우리가 네게 만세를 외친다!》를 다시 국가로 채택하자는 법안을 채택했고, 5월 29일에 볼라 티누부 대통령의 서명으로 인해 법안이 통과되서 46년 만에 《나이지리아, 우리가 네게 만세를 외친다!》가 다시 국가로 채택되었다.

## 영어가사
Arise, O compatriots,
Nigeria's call obey
To serve our Fatherland
With love and strength and faith.
The labour of our heroes past
Shall never be in vain,
To serve with heart and might
One nation bound in freedom and unity.
Oh God of creation,
Direct our noble cause;
Guide our Leaders right:
Help our Youth the truth to know.
In love and honesty to grow,
And living just and true,
Great lofty heights attain,
To build a nation where peace and justice reigns.

## 한국어해석
동포들이여, 일어나라,
조국의 부름에 순종하라.
우리의 조국을 받들어
사랑과 힘과 신념으로 함께하자.
과거에 우리 영웅들의 공로가
결코 헛되지 않을 것이니
마음과 힘을 다해 받들자
평화롭고 단합된 자유의 조국안에서 약진해나가자.
창조의 하나님이시여,
우리의 숭고한 대의를 지도하소서.
지도자들을 올바르게 지도하시고
우리 청년이 진실을 알 수 있도록 도와주소서.
사랑과 성실이 있고 번영을 위하여
정의롭고 참되게 살아가며
거룩한 위업을 달성하리라.
평화와 정의가 다스릴 나라를 건설하기 위하여.